# La Comtesse Voranine
Pour plus de détails, voir Fiche technique et Distribution.
La Comtesse Voranine (A Woman of the World) est un film américain réalisé par Malcolm St. Clair, sorti en 1925.

## Synopsis
Une comtesse européenne rend visite à des parents aux États-Unis où ses libertés continentales se heurtent à la morale d'une petite ville américaine. Elle fume une cigarette en public et porte un maquillage flashy. Un procureur en croisade ne recule devant rien pour la faire quitter la ville et la dénoncer pour son manque de rigueur, mais il tombe lui-même amoureux d'elle.

## Distribution
- Pola Negri : Comtesse Elenora
- Holmes Herbert : Richard Granger
- Charles Emmett Mack : Gareth Johns
- Chester Conklin : Sam Poore
- Dot Farley : Mme Baerbauer
- Blanche Mehaffey : Lennie Porter
- Guy Oliver : le juge Porter
- Lucille Ward : Lou Poore
- Dorothea Wolbert : Annie